# Tom Lehmann (Ruderer)
Tom Lehmann (* 4. Dezember 1987 in Rostock) ist ein deutscher Riemenruderer. 
Lehmann startet für den Olympischen RC Rostock von 1956. Im Juniorenbereich gewann Lehmann bereits 2004 und 2005 Medaillen mit dem Achter. Im Juni 2008 qualifizierte er sich mit einem fünften Platz beim Weltcup in Posen zusammen mit dem ein Jahr jüngeren Felix Drahotta im Zweier ohne Steuermann für die Olympischen Spiele in Peking. Dort belegten die beiden den vierten Platz in der olympischen Regatta.
Tom Lehmann ist 1,98 m groß und studiert an der University of Washington.

## Internationale Erfolge
- 2004: 3. Platz Junioren-Weltmeisterschaften im Achter
- 2005: 2. Platz Junioren-Weltmeisterschaften im Achter
- 2007: 4. Platz U23-Weltmeisterschaften im Zweier ohne Steuermann
- 2008: 4. Platz Olympische Spiele im Zweier ohne Steuermann
- 2009: 5. Platz U23-Weltmeisterschaften im Zweier ohne Steuermann